# Sue Courtenay
Sue Courtenay (sinh năm 1966) là một kiến trúc sư người Belizean được chọn làm nữ chủ tịch đầu tiên của Federation of Caribbean Associations of Architects và phục vụ từ năm 2012 đến năm 2014. Cô là người ủng hộ các tiêu chuẩn xây dựng khu vực và thỏa thuận công nhận lẫn nhau cho các kiến trúc sư của liên minh CARICOM.

## Tiểu sử
Courtenay được sinh ra ở Sri Lanka và lớn lên Zambia, Ấn Độ, và Vương quốc Anh. Cô có bằng về kiến trúc từ Southern California Institute of Architectureở Los Angeles và sau đó tiếp tục lấy bằng Thạc sĩ Quản trị Kinh doanh tại Đại học West Indies Cave Hill Campus, Barbados. người đã thiết kế hơn 70 tòa nhà. Chủ yếu là thiết kế của cô là khu dân cư, nhưng cô đã thiết kế một số không gian thương mại cho cả sử dụng công cộng và tư nhân. Dự án lớn nhất của cô là Fort Point Pedestrian Walk ở thành phố Belize.
Năm 2007, Courtenay ép cho Belize tham gia vào Federation of Caribbean Association of Architects, một phần để tạo điều kiện hợp tác tốt hơn giữa các kiến trúc sư Caribbean. Các tiêu chuẩn khác nhau giữa các quốc gia Caribê khiến cho sự hợp tác khu vực trở nên khó khăn và bà đã là người ủng hộ việc áp dụng Thỏa thuận thừa nhận lẫn nhau, điều này sẽ thừa nhận trình độ của các kiến trúc sư CARICOM trong số tất cả các quốc gia thành viên khác. Vào năm 2009, Courtenay đã tham gia đánh giá Belize's Building Standards để chuẩn bị cho các cuộc họp về thiết kế và thực hiện các tiêu chuẩn xây dựng khu vực. Trong một lựa chọn lịch sử, Courtenay đã được thực hiện đầu nữ đầu tiên của Federation of Caribbean Association of Architects năm 2012 và hy vọng rằng cô ấy có thể tiếp tục thúc đẩy sự hợp tác khu vực. Cô đã phục vụ trong hội đồng quản trị của Association of Professional Architects of Belize với nhiều năng lực khác nhau và năm 2015 là Director of International Affairs.